# Niemenjärvi (sjö i Brahestad, Norra Österbotten)
Niemenjärvi är en sjö i kommunen Brahestad i landskapet Norra Österbotten i Finland. Arean är 21 hektar och strandlinjen är 2,47 kilometer lång.  Den  ingår i Piehinkijokis huvudavrinningsområde.  Sjön ligger omkring 60 kilometer sydväst om Uleåborg och omkring 480 kilometer norr om Helsingfors. 
I sjön finns ön Kalasaari. 